# اورتا سان جولیو
اورتا سان جولیو (به ایتالیایی: Orta San Giulio) یک کومونه در ایتالیا است که در استان نووارا واقع شده‌است. اورتا سان جولیو ۶٫۸ کیلومتر مربع مساحت و ۱٬۱۶۱ نفر جمعیت دارد و ۲۹۴ متر بالاتر از سطح دریا واقع شده‌است.